# عزیزم عزیزم (فیلم ۱۹۷۷)
عزیزم عزیزم (به انگلیسی: Darling Darling) فیلمی هندی محصول سال ۱۹۷۷ و به کارگردانی گوگی آناند است. در این فیلم بازیگرانی همچون دو آناند، زینت امان، محمود علی، هلن، نادره و دورگا کوته ایفای نقش کرده‌اند.